# Plegadis
Plegadis é um género de ave da família Threskiornithidae.

## Espécies
- Íbis-preto, Plegadis falcinellus
- Caraúna, Plegadis chihi
- Plegadis ridgwayi